# Свято-Успенская церковь (Могилёв)
Свято-Успенская церковь (Успенская церковь) — православный храм в Могилёве. Существовала в XVII — начале XX веков.

## История

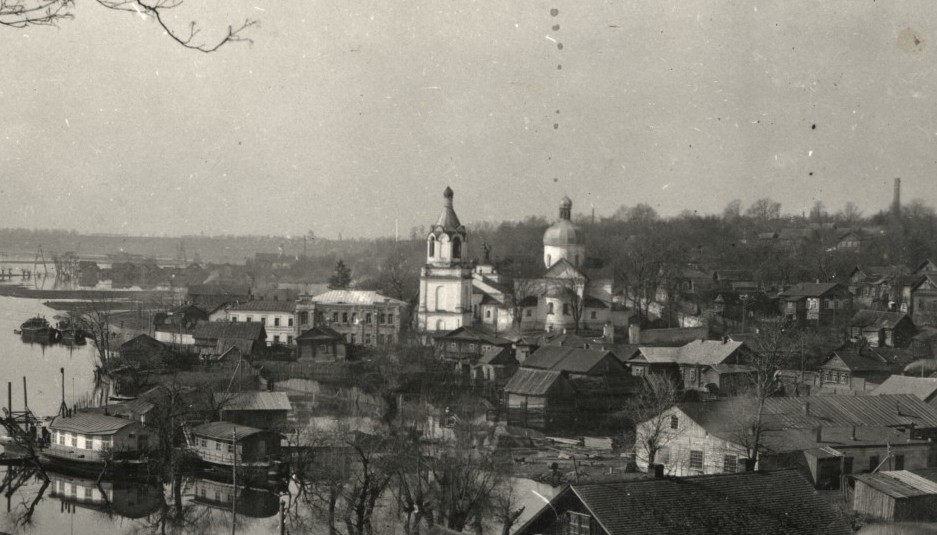
Комплекс Успенской церкви 1935 г.

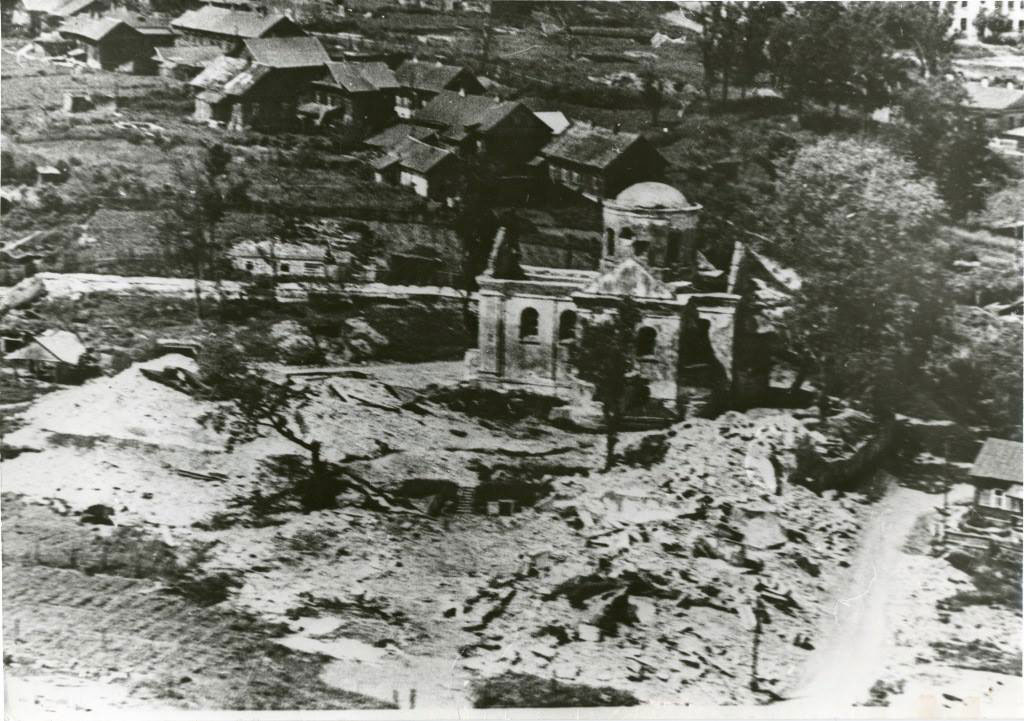
Фото 1944 года г.

Построен в 1670 году в стиле барокко, на юго-восточной окраине недалеко от Днепра, в комплексе с небольшим «тёплой» церковью и колокольней. В храме проявлялись черты могилёвской школы зодчества. В 1863—1866 годах перестроен в стиле классицизма.

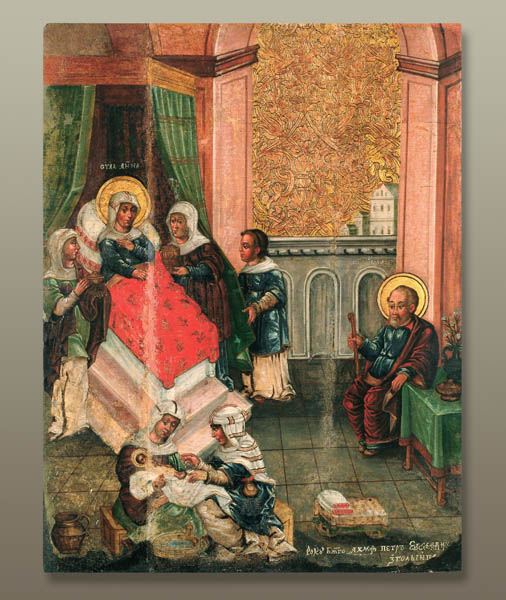
Пётр Явсеевич. Рождества Богородицы из Успенской церкви, 1649 год.

Пострадал во время Великой Отечественной войны. В 1950-х годах церковь была снесена советскими властями.